# أمبروس مارتين
أمبروس مارتين (بالإسبانية: Ambros Martín)‏ مواليد 30 أبريل 1968، هو لاعب كرة يد إسباني سابق تحول إلى التدريب بعد الاعتزال.

## الإنجازات
كلاعب
- دوري أبطال أوروبا لكرة اليد:
  - الفوز: 2000–01
  - الوصافة: 2002–03
- كأس أبطال الكؤوس الأوروبية لكرة اليد:
  - الفوز: 2000

كمدرب
- دوري أبطال أوروبا لكرة اليد للسيدات:
  - الفوز: 2012–13، 2013–14
  - الوصافة: 2015–16، 2010–11
- كأس أوروبا لكرة اليد للسيدات:
  - الفوز: 2008–09
  - الوصافة: 2007–08
- أفضل مدرب في دوري أبطال أوروبا لكرة اليد للسيدات: 2014–15، 2015–16

## روابط خارجية
- أمبروس مارتين على موقع الاتحاد الأوروبي لكرة اليد (الإنجليزية)